# 弘前市役所
弘前市役所（ひろさきしやくしょ）は、地方公共団体である弘前市の執行機関としての事務を行う施設（役所）である。本庁舎本館の設計は前川國男。

## 歴史
- 1958年 - 本館竣工。
- 1972年 - 別館竣工。
- 1977年 - 国民体育大会出席のために来県した昭和天皇が市役所に行幸[3]。
- 2015年 - 本庁舎本館が国の登録有形文化財に登録された[4][5]。

## 本庁舎
2017年10月10日、弘前市は本庁舎本館を「前川本館」、本庁舎新館を「前川新館」、2016年7月にオープンした新庁舎を「市民防災館」へと、それぞれ呼称を変更した。
所在地
- 〒036-8551
- 住所：青森県弘前市大字上白銀町1-1

開庁時間
- 午前8時30分 - 午後5時00分

アクセス
- JR弘前駅から弘南バスで「市役所前公園入口」下車。
- 中央弘前駅（弘南鉄道大鰐線）より徒歩13分。

庁舎
| 階 | 前川本館 （本庁舎本館） | 前川新館 （本庁舎新館）                                                    | 市民防災館 （新庁舎）                  |
| -- | --- | -------------------------------------------------------------------------- | -------------------------------------- |
| 6F | | 選挙管理委員会事務局、監査委員事務局、職員組合、町会連合会事務局、記者室   |                                        |
| 5F | | 財務政策課、商工政策課、産業育成課、観光政策課、国際広域観光課             |                                        |
| 4F | 議会事務局、議会事務局、議長・副議長室                                                                                                 | 文化スポーツ振興課、建設政策課、建築指導課                                 | 地域医療総合戦略対策室、食堂           |
| 3F | 議場、農業委員会事務局、りんご課、農業政策課、農村整備課                                                                               | 都市政策課、環境管理課分室、スマートシティ推進室、吉野町緑地整備推進室     | 情報システム課、防災安全課、防災会議室 |
| 2F | 広聴広報課、人材育成課、ひろさき未来戦略研究センター、法務契約課、固定資産評価審査委員会事務局（法務契約課）、情報公開コーナー、入札室 | 政策推進課、財産管理課、市営住宅サービスセンター、市民協働政策課           | 収納課、市民税課、資産税課             |
| 1F | 学務健康課弘前分室、子育て支援課、家庭児童・婦人相談室少年相談センター（子育て支援課）、福祉政策課、介護福祉課                         | 生活福祉課、会計課、上下水道部お客さまセンター、青森みちのく銀行、ローソン | 市民課、国保年金課                     |

## 岩木庁舎
所在地
- 〒036-1393
- 住所：弘前市大字賀田1丁目1-1

開庁時間
- 午前8時30分 - 午後5時00分

庁舎
| 階 | 概 要                                                                                    |
| -- | ---------------------------------------------------------------------------------------- |
| 3F | 文化財課、教育政策課、学校づくり推進課、学務健康課、教育長室、教育部長室、学校指導課     |
| 2F | 上下水道部長室、上下水道部総務課、上下水道部工務課、生涯学習課、ラウンジ                 |
| 1F | 農業委員会事務局、民生課、総務課、総合支所長室、食堂、男子・女子休憩室、機械室、警備員室 |

## 相馬庁舎
所在地
- 〒036-1592
- 住所：弘前市大字五所字野沢41-1

開庁時間
- 午前8時30分 - 午後5時00分

庁舎
| 階 | 概 要                                    |
| -- | ---------------------------------------- |
| 1F | 総務課、民生課、中央公民館相馬館、機械室 |

## 支所

### 出張所
住所の異動届、印鑑登録、戸籍に関する届け出ができるほか、各種証明書の交付なども行っている。
| 東目屋出張所 - 所在地：弘前市中野字中豊田37-2 船沢出張所 - 所在地：弘前市折笠字宮川95-5 高杉出張所 - 所在地：弘前市独狐字山辺72-1 | 裾野出張所 - 所在地：弘前市大森字勝山81-1 新和出張所 - 所在地：弘前市種市字熊谷5-1 石川出張所 - 所在地：弘前市石川字石川114-1 |

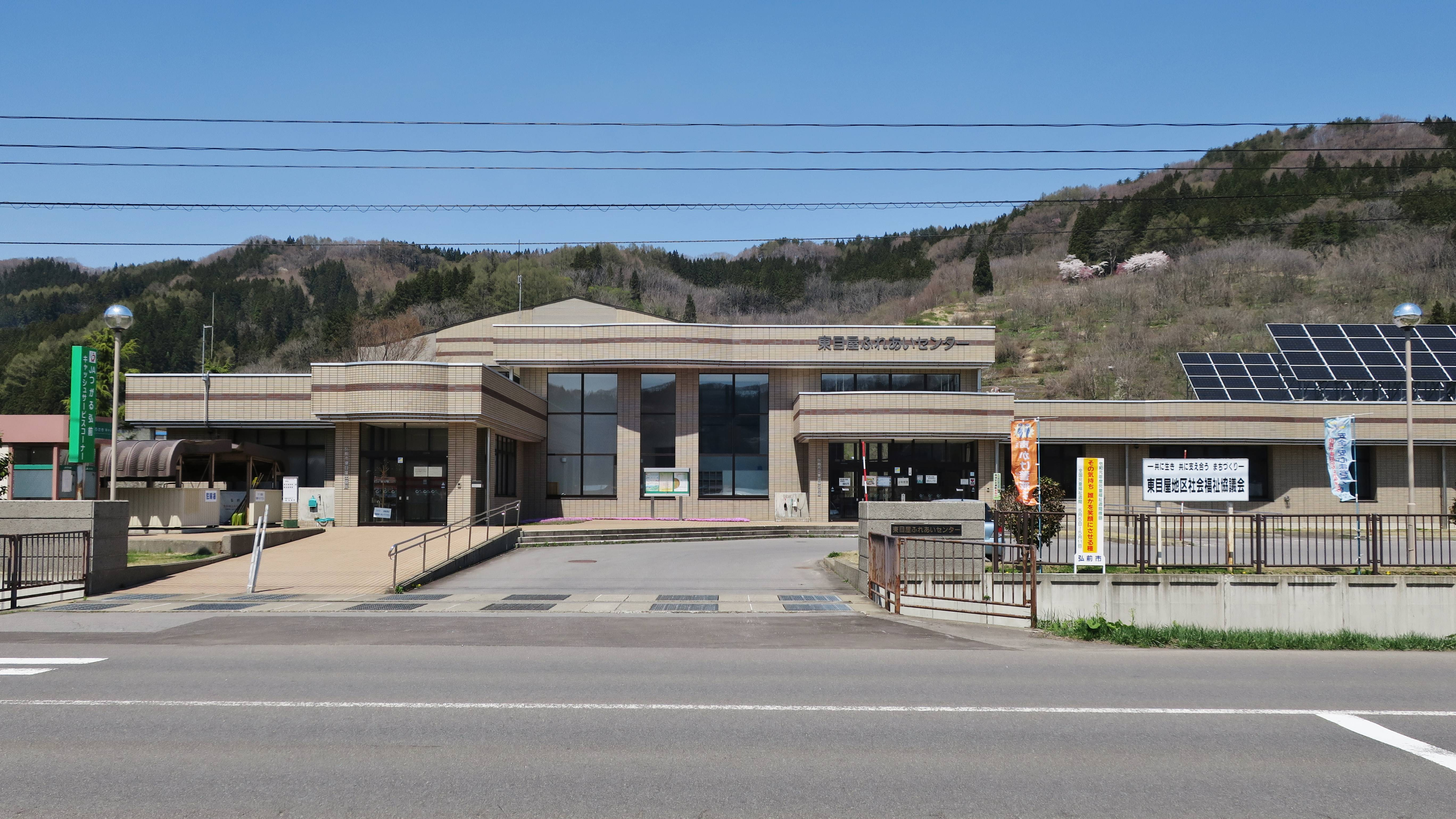
東目屋出張所

### 分室
分室では各種証明書の交付のみ取扱っている。
| 市民課 城東分室 - 末広4丁目10-1（総合学習センター1階） - 利用時間：午前8時30分 - 午後5時15分 | 市民課 駅前分室 - 駅前町 9-20（ヒロロ 3階） - 利用時間：平日：8:30～19:00 ■土・日・祝日：8:30～17:00 ■休業日：年末年始（12月29日から1月3日） |

過去に存在した庁舎
ともに2014年廃止
- 樋の口分庁舎
- 元寺町分庁舎
- 土手町分庁舎（旧・第一大成小学校）